# Dziedzickia iara
Dziedzickia iara är en tvåvingeart som beskrevs av Lane 1961. Dziedzickia iara ingår i släktet Dziedzickia och familjen svampmyggor. Inga underarter finns listade i Catalogue of Life.